# Rhacophorus lateralis
Rhacophorus lateralis — вымирающий вид бесхвостых земноводных семейства веслоногих лягушек. Эндемик Западных Гат в Южной Индии. После первоначального описания в 1883 году Джорджем Альбертом Буленджером лягушка была вновь обнаружена в Корге в 2000 году и с тех пор была найдена во многих частях Западных Гат в районе южной части штата Карнатака и северной части штата Керала. Наряду с R. malabaricus, это одна из немногих бесхвостых амфибий Индии, откладывающих икру в «гнездо» из нескольких листьев на ветвях растений.

## Описание
Rhacophorus lateralis откалывает икру из нескольких листьев над землей. Была описана Джорджем Альбертом Буленджером в 1883 году на основе одного экземпляра из «Малабара» (современной Кералы), собранного Ричардом Генри Беддоумом. Второй экземпляром находится в Индийском музее из Коппы в Чикмагалуре, собранный У. М. Дейли, в Кадур. Несколько более поздних исследований не сообщали об этом виде до его повторного открытия в 2000 году в ходе экспедиции в Западные Гаты командой из Университета Абердина. Повторное открытие было основано на двух взрослых самках и образце неизвестного пола, как раз проходившего метаморфоз, собранных в поместье Лакунда в Вираджпет-талуке в Южной Кодагу. Лягушка стройная с короткой головой и мордой. Ноздри ближе к кончику рыла, чем к глазу. Глаза большие, с барабанной перепонкой, равной половине диаметра глаза, и отчетливой надтимпановой складкой. Пальцы верхних и нижних конечностей имеют увеличенный диск с круговыми бороздками. Верхняя часть (спина) гладкая, живот зернистый, с обеих сторон верхней части тела от ноздри до паха проходит характерная дорсолатеральная желтая полоса. Rhacophorus lateralis способны менять цвет и это связано со стрессом .
Были описаны зеленая и коричневая цветовые вариации. Особи с зеленой верхней стороной тела имеют вкрапленная мелких, небесно-голубых пятен. У особей с коричневой верхней стороной тела более темные коричневые пятна; голубая линия не ограничивает желтую полосу от глаза до паха.
Филогенетические исследования показывают, что вид близко родственен Rhacophorus malabaricus.

## Места обитания
Обнаружена в тропических горных лесах в национальном парке Эравикулам и Национальный парк Kudremukh, на плантациях в Kodagu и Chikkamagaluru в штате Карнатака и Ваянад в Керале и прилегающих субтропических вечнозеленых лесах в южной части Западных Гат. Вид эндемичен для этого региона.

## Угрозы
Основными угрозами для этого вида являются потеря среды обитания из-за изменения методов ведения сельского хозяйства, использования пестицидов и вырубка лесов.